# تور کارپه دیم
تور کارپه دیم (انگلیسی: Tour Carpe Diem) ساختمان اداری ۳۶ طبقه مستقر در لا دفانس، کوربوآ، ایل-دو-فرانس، فرانسه است، که در سال ۲۰۱۳ احداث گردید.